# ونج (إله)
ونج هو إله السماء وإله الموت في الديانة المصرية القديمة، وكان يُقال إنه يحمي الأرض وسكانها من وصول "الفوضى العظيمة".

## الأساطير
أول ذِكر معروف لإله يُدعى ونِج ظهر في تعويذة من نصوص الأهرام تعود إلى الأسرة السادسة، حيث يُوصَف فيها كإله للموت وأيضًا كالملك المتوفى. يُخاطَب بلقب "ابن رع". تحتوي النصوص على عدة أدعية تطلب أن يحظى الملك برحلة آمنة عبر السماء برفقة رع في زورقه السماوي. ويُشار إلى الملك باسم "ونِج".

النص الهرمي 363؛ العمود 607c–d:

```
رع يأتي، فاعبر بالملك إلى الجانب الآخر،

كما تعبر بتابعك،
 

نبات الونج، الذي تحبه!
[
2
]
```

النص الهرمي 476؛ العمود 952a–d:

```
يا حافظ طريق الملك، الذي عند البوابة العظيمة،

اشهد للملك أمام هذين الإلهين العظيمين القويين،

فالملك هو حقًا نبات الونج، ابن رع،

الذي يدعم السماء، والذي يحكم الأرض

والذي سيحكم على الآلهة!
[
3
]
```

إنّ وجود ونِج كإله موثَّق بشكل محدود. حيث يظهر فقط في تعويذة أخرى من نصوص الأهرام تعود للأسرة السادسة، حيث يتم التعرّف عليه ومساواته بإله السماء شو. أما اسم "ونِج" نفسه، فهو معروف فقط كاسم ملك من الأسرة الثانية، الذي لا يزال موقعه الزمني ومدّة حكمه غير مؤكدين.